# Osttimoresisch-tadschikische Beziehungen
Dieser Artikel behandelt die Beziehungen zwischen den Staaten Osttimor und Tadschikistan.
Die beiden Staaten nahmen am 4. Oktober 2005 diplomatische Beziehungen auf. Sie haben keine diplomatischen Vertretungen im jeweils anderen Land. Die tadschikische Botschaft im japanischen Tokio ist auch für Osttimor zuständig. Für 2018 gibt das Statistische Amt Osttimors keine Handelsbeziehungen zwischen Osttimor und Tadschikistan an.